# Цюрупа, Александр Дмитриевич
Алекса́ндр Дми́триевич Цюру́па (19 сентября (1 октября) 1870, Алёшки, Таврическая губерния — 8 мая 1928, село Мухалатка, ныне в составе посёлка Олива, Крым) — большевик, советский государственный и партийный деятель.
Член ЦИК СССР 1—4 созывов, член ЦК ВКП(б) (1923—1928). Инициатор введения в стране продовольственной диктатуры (введена декретом ВЦИК от 13 мая 1918), один из организаторов продотрядов.

## Биография
Александр Цюрупа родился в многодетной семье служащего в городке Алёшки, Таврической губернии, на Херсонщине, 19 сентября (1 октября) 1870 года. Отец рано умер. Семья жила в нищете. Когда семья переехала в Херсон, Александр Цюрупа поступил на учёбу в Херсонское сельскохозяйственное училище.

### Краткая хронология
- 1893 — Херсонское сельскохозяйственное училище (исключён после 5-месячного ареста)
- 1893—1917 — работал статистиком, агрономом. Арестовывался в 1893, 1895 и 1902 гг.
- 1902—1905 — ссылка в Олонецкую губернию (пос. Тудозерский Погост, затем г. Вытегра)
- 1905—1917 — работал управляющим имениями князя В. А. Кугушева в Уфимской губернии
- 1917 — член Президиума Уфимского объединенного комитета РСДРП, депутат Уфимского Совета, председатель Уфимской губернской продовольственной управы, председатель Уфимской городской думы (июнь — октябрь)
- 1917—1921 — заместитель наркома и нарком продовольствия РСФСР
- 1922—1923 — заместитель Председателя СНК и СТО РСФСР, СССР и одновременно нарком РКИ
- 1923—1925 — Председатель Госплана СССР
- 1925—1926 — Нарком внешней и внутренней торговли СССР

Умер от паралича сердца во время лечения в посёлке Мухалатка (Крымская АССР). Тело кремировано;  урна с прахом захоронена в Кремлёвской стене на Красной площади в Москве.

### Партийная и общественная жизнь
- В 1898 вступил в РСДРП
- Социал-демократ, большевик
- На XII—XV съездах партии избирался членом ЦК ВКП(б)
- В 1917 году являлся членом Уфимского комитета РСДРП(б), председатель губернского продовольственного комитета и Городской думы.
- В октябре 1917 года организовал отправку эшелонов с хлебом в Петроград.
- 8 мая 1918 на заседании СНК выступил с предложением о введении в стране продовольственной диктатуры (введена декретом ВЦИК от 13 мая 1918). Один из организаторов продотрядов и комбедов.

В 1924 году написал статью «О В. И. Ленине», автор работы «Ленин и продовольственная работа».

### Семья
- Сестра — Анна Дмитриевна (1883—1968), вторая жена (с 1910) революционера, князя Вячеслава Александровича Кугушева.
- Жена — Резанцева Мария Петровна (1873—1933).
  - Сын — Дмитрий Александрович Цюрупа (1900—1941) — сотрудник НКИД, дипломат, подполковник, погиб во время Великой Отечественной войны.
  - Сын — Пётр Александрович Цюрупа (1902—1942) — участник Гражданской войны, затем на хозяйственной работе, участвовал в подавлении Кронштадтского восстания, погиб во время Великой Отечественной войны.
  - Сын — Всеволод Александрович Цюрупа (1912—1982), журналист, муж детской писательницы Эсфири Яковлевны Цюрупы.
- Брат — Георгий Дмитриевич Цюрупа (1885—1940) — инженер-механик, заместитель начальника отдела в Наркомате тяжелого машиностроения СССР. Осужден 25 января 1940 года Военной коллегией Верховного Суда СССР по обвинению в «участии в контрреволюционной организации». Расстрелян 26 января 1940 года. Место расстрела ─ Москва, Донское кладбище. Реабилитирован 26 марта 1957 года Военной коллегией Верховного Суда СССР[5].

## Увековечивание памяти
- город Алёшки носил название Цюрупинск в 1928—2016 годах
- посёлок в Воскресенском районе Московской области
- посёлок Пойма носил название Цюрупинск до 2016 года
- улица в Астрахани
- улица в Бирске
- улица в Брянске
- улица в селе Булгаково
- улица в Воронеже
- улица в Вышнем Волочке
- улица в Вытегре
- улица в Донецке
- улица в Харькове (ныне Грушевского)[6]
- улица в Заречанах
- улица в Ишимбае
- улица в Курске
- улица в Мелеузе
- улица в Москве
- улица в городе Туймазы
- улица в Стерлитамаке
- улица в Сибае
- улица в Уфе
- улица в Октябрьском
- Улица в г. Ишимбай
- переулок в Липецке
- улица в городе Шахты
- проезд Цюрупы в Шымкенте (Казахстан)
- санаторий и улица в Сочи
- санаторий в Лискинском районе Воронежской области
- колледж в Новочеркасске
- сахарный завод в селе Андрушки Попельнянского района Житомирской области
- бывший дом культуры в Ленинграде (на базе рабочего клуба завода «Красный треугольник»)
- мельничный комбинат в Сокольниках в Москве
- Херсонский сельскохозяйственный институт носил имя Цюрупы в 1929—1998 годах

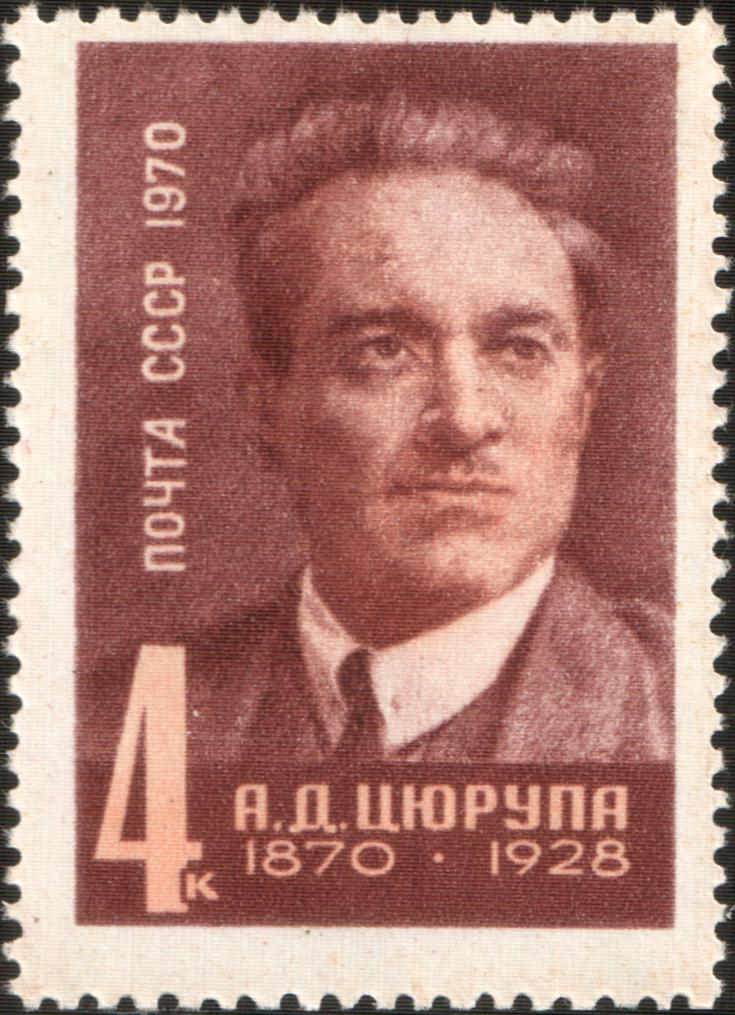
А. Д. Цюрупа на почтовой марке СССР 1970 г.

## Киновоплощения
- 1968 — «Шестое июля». В роли Александра Цюрупы — Леонид Марков
- 1969 — «Штрихи к портрету В. И. Ленина». В роли Александра Цюрупы — Александр Граве